# Словацький Рай (національний парк)
Словацький Рай (словац. Národný park Slovenský raj) — один з дев'яти національних парків  Словаччини. Створено з метою збереження природи  Словацького Раю — гірського хребта в  Словацькому Рудогір'ї.

## Історія
21 серпня 1964 р. у Словацькому Раю був створений перший охоронюваний пейзаж у Словаччині. Територія отримала статус національного парку 18 січня 1988 р., а в 2000 р. Добшинська печера стає об'єктом  всесвітньої спадщини ЮНЕСКО. У 2004 р. окремі райони парку стали частиною екологічної мережі Natura 2000.

## Географія
Парк розташований у  Банськобистрицькому краї (район  Брезно),  Пряшівському краї (район  Попрад) і  Кошицькому краї (райони  Рожнява і  Спішська-Нова-Вес). Словацький Рай займає північну частину регіону Спішсько-Гемерський Карст, який обрамляється  Низькими Татрами (на заході), Словацьким Рудогор'ям (на півдні) і Хорнадською улоговиною (на сході і північному сході). На території парку є безліч каньйонів, долин, печер та водоспадів. Найвищий водоспад — Завойові (Závojový vodopád), становить у висоту 70 м. Висота найвищої точки території парку (Предня-Голья) 1545 м над рівнем моря. Інша висока гора, Хавранья-Скала, становить 1153 м. Найнижча точка території знаходиться на позначці 470 м над рівнем моря.
Площа Словацького Раю становить 197,63 км2; буферна зона навколо парку — 130,11 км2.

## Флора і фауна
Близько 90 % території Словацького Раю займають ліси, представлені переважно ялиною, березою, ялицею і сосною. У парку мешкає близько 4000 видів безхребетних, у тому числі понад 2100 видів метеликів. Хребетні представлені 200 видами з яких 130 перебувають під захистом. 40 видів ссавців включають: ведмедя, лисицю, вовка, лісового кота, оленя, кабана, куницю та ін. Парк служить прихистком для 65 рідкісних видів, таких як балабан, європейська видра та європейський ховрах.

## Туризм
На території парку розташовані 8 заповідників і 11 національних заповедників; мається 300 км пішохідних стежок, часто оснащених сходами, ланцюгами і мостами. У Словацькому Раю близько 350 печер, але для відвідування відкрита тільки Добшинська крижана печера, яка при протяжності 1232 м є однією з найбільших льодових печер Європи.

## Галерея

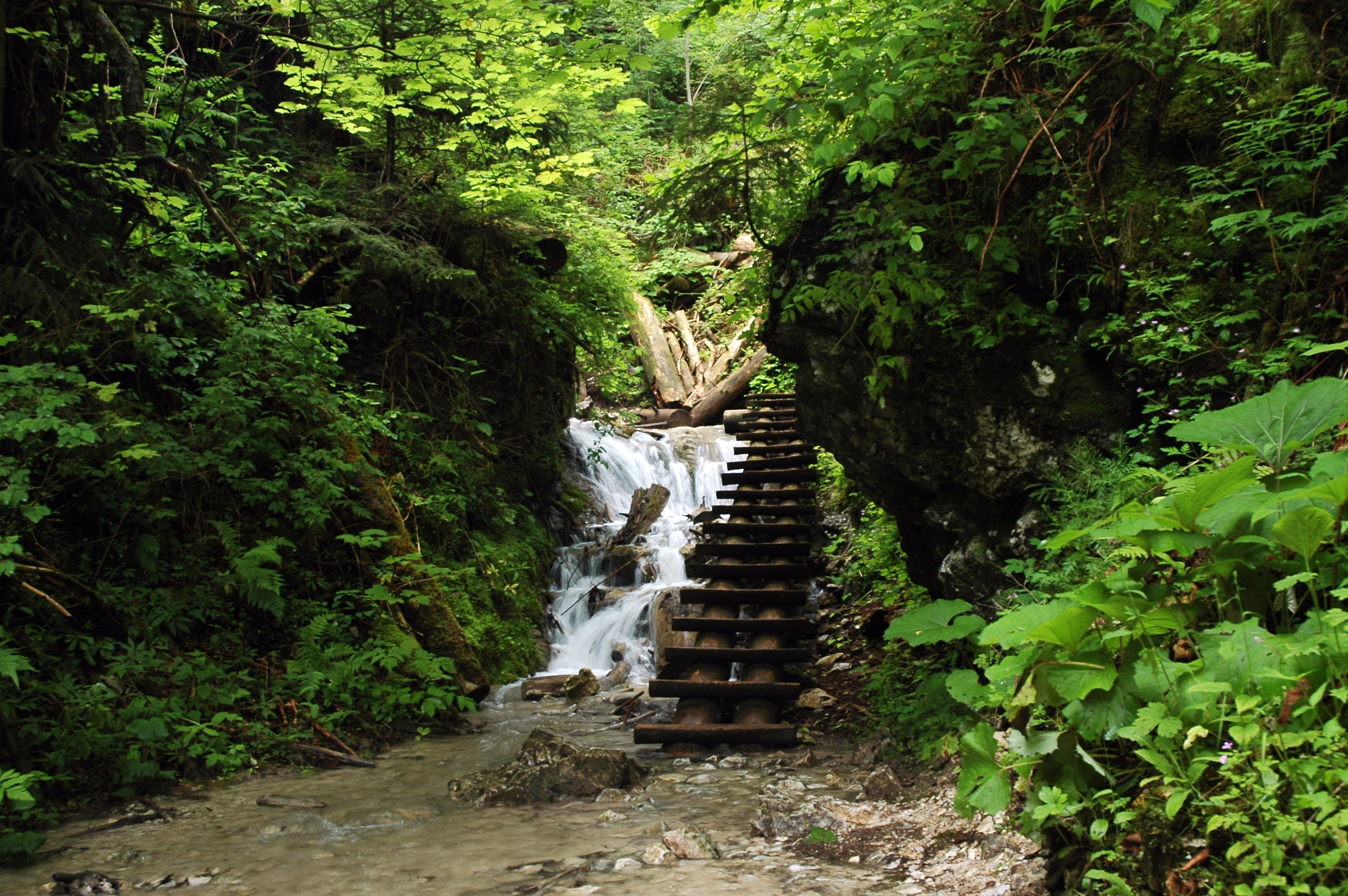
Один з водоспадів парку
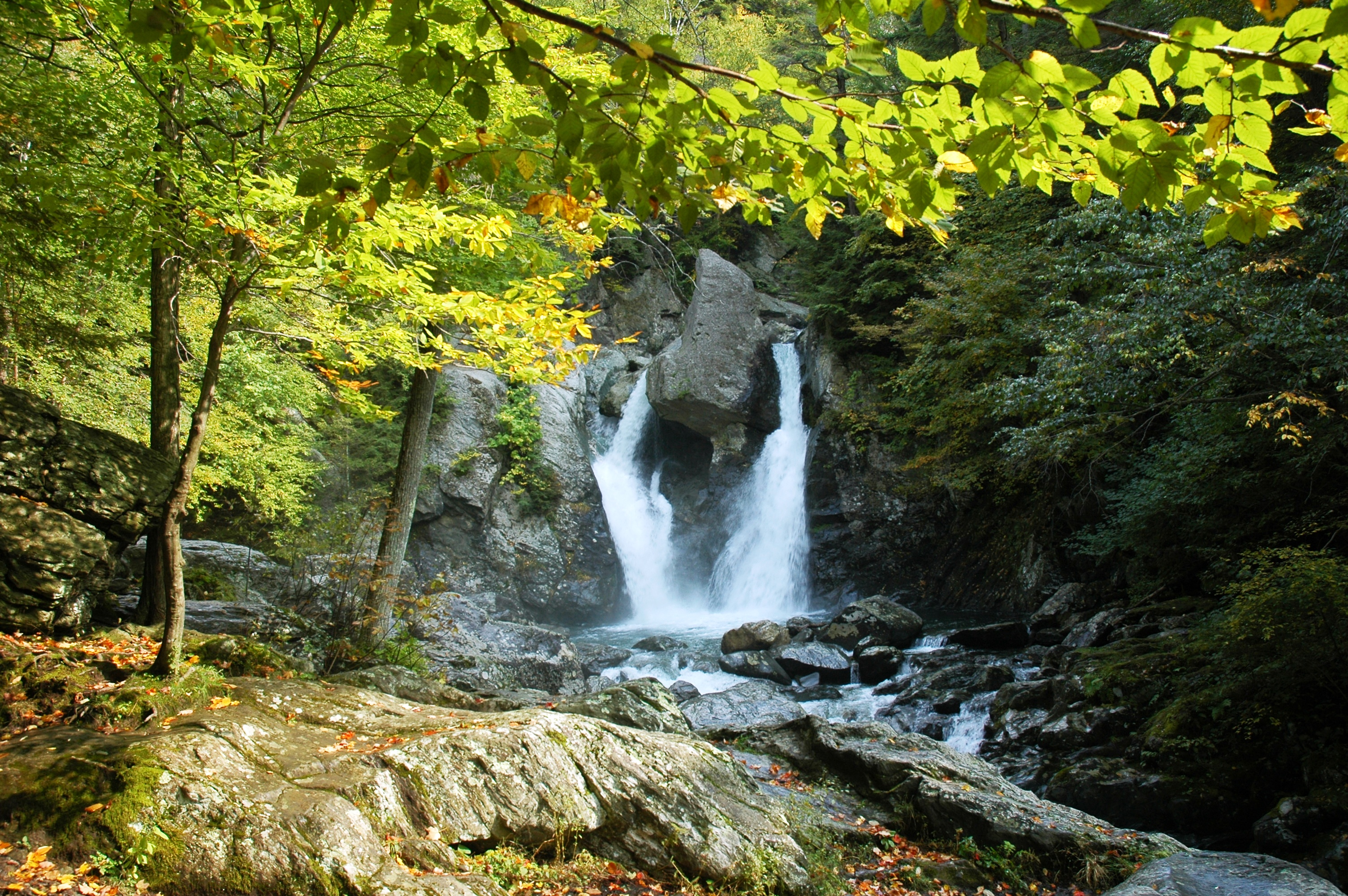
Один з водоспадів парку
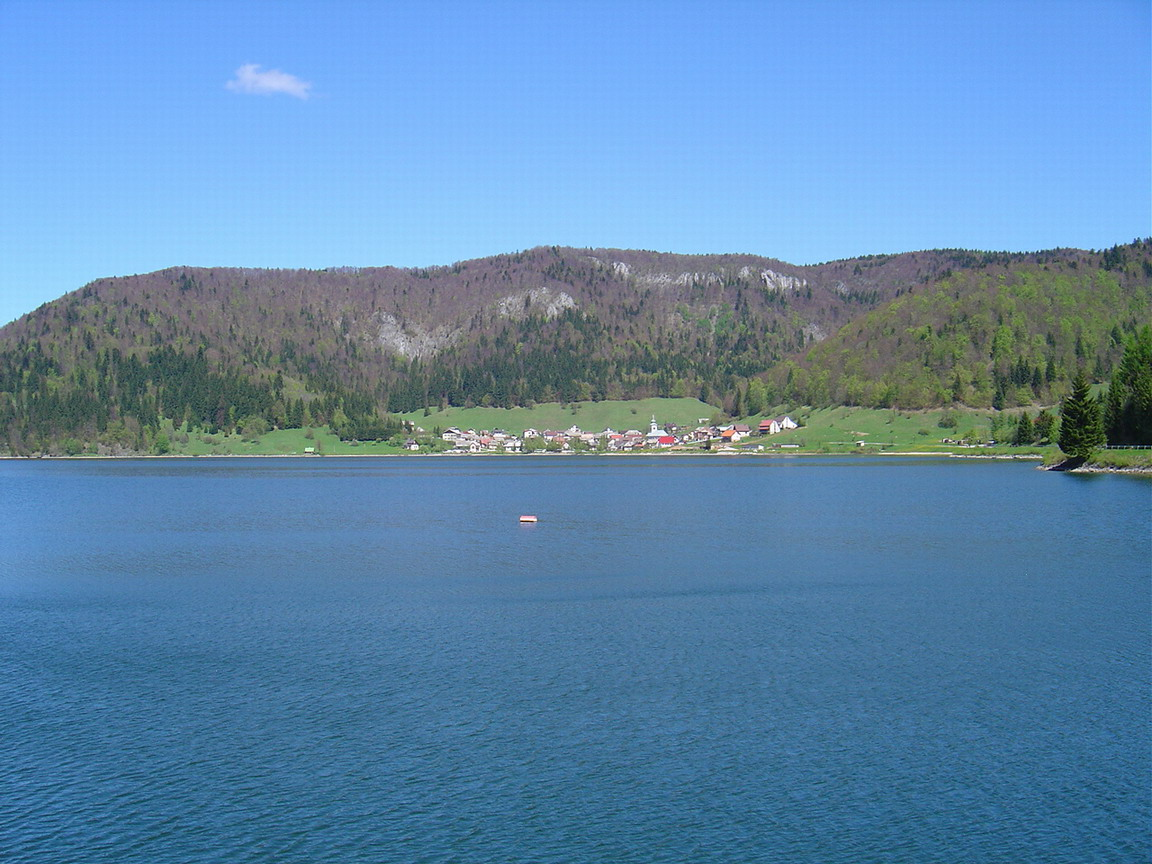
Водосховище Палцманська-Маша
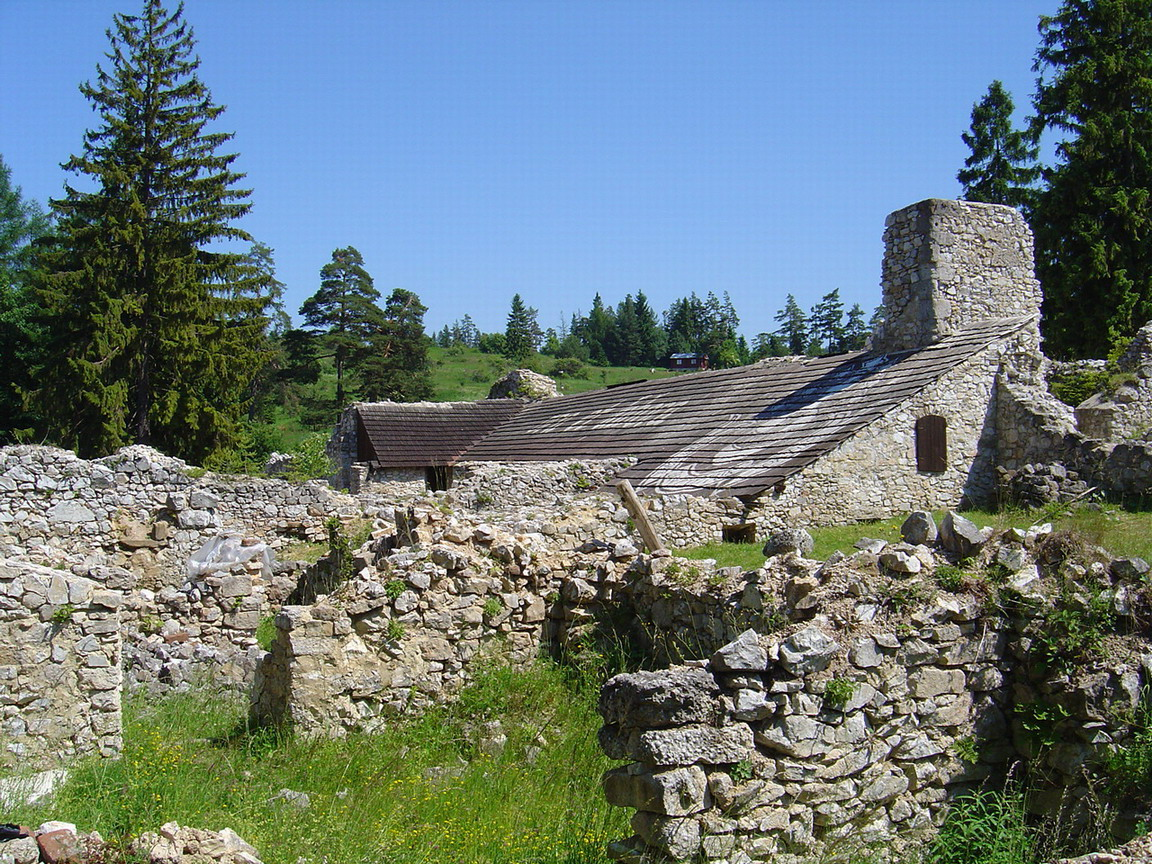
Руїни монастиря XIII ст.
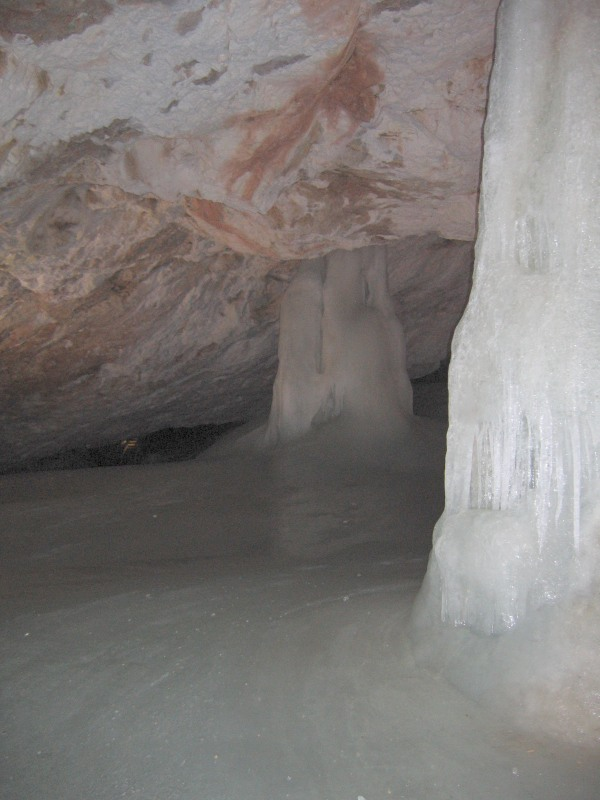
Добшинська крижана печера

## Ресурси Інтернету
- Фотографії Словацького Раю
- Словацький Рай